# 32 Armia (ZSRR)
32 Armia (ros. 32-я армия) – związek operacyjny Armii Czerwonej z okresu II wojny światowej. 
Jesienią 1941 wchodziła w skład Frontu Rezerwowego marsz. Siemiona M. Budionnego.
Dowódcą radzieckiej 32 Armii był gen. mjr Siergiej W. Wiszniewski.

## Skład armii
w październiku 1941 roku
- 2 Dywizja Piechoty
- 8 Dywizja Piechoty
- 29 Dywizja Piechoty
- 140 Dywizja Piechoty